# Сонжон, Андре
Андре Сонжон (фр. André Songeon, 1826 — 1905) — французский ботаник.

## Биография
Андре Сонжон родился в Лионе 8 мая 1826 года.
Вместе со своим другом и ботаником Альфредом Шарлем Шабером (1836—1916) он провёл региональные натуралистические исследования.
Андре Сонжон умер в Лионе 18 апреля 1905 года.

## Научная деятельность
Андре Сонжон специализировался на семенных растениях.

## Некоторые публикации
- Songeon, A.; Chabert, A. 1896. Herborisations aux environs de Chambéry. 52 pp.
- 1907. Recherches sur le mode de développement des organes végétatifs de diverses plantes de la Savoie. Ed. Chambéry: Impr. Nouvelle, 258 pp.

## Почести
В его честь были названы следующие виды растений:
- Campanula songeonii Chab.[4]
- Alectorolophus songeonii Sterneck[5]
- Euphrasia songeonii Chab.[6]
- Rhinanthus songeonii Chab.[7]